# Porta del Popolo

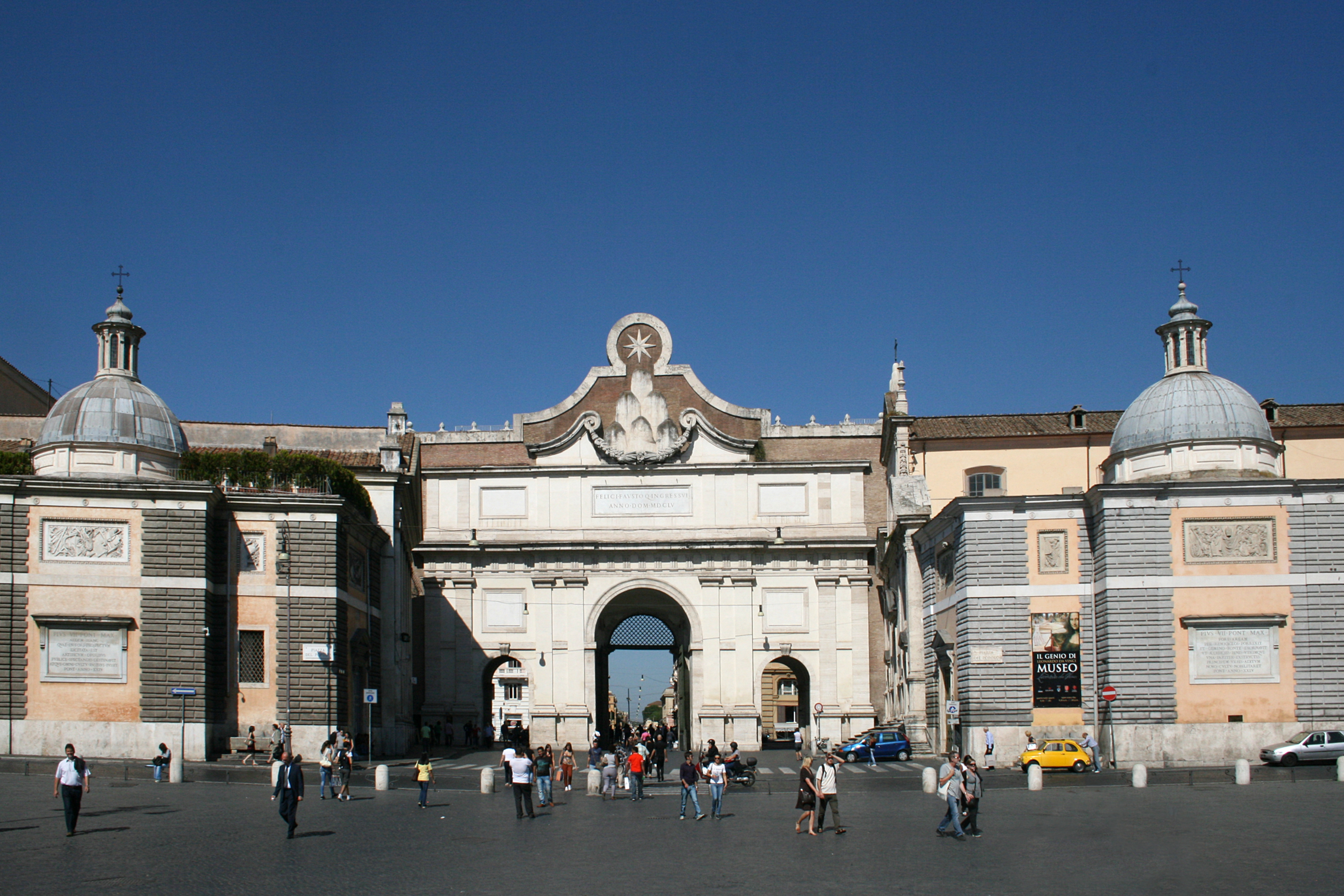
Porta del Popolo, buitenzijde

De Porta del Popolo is de noordelijkste stadspoort in de antieke Aureliaanse Muur in Rome.

## De Poort
De Porta del Popolo is eeuwenlang de belangrijkste toegang tot Rome geweest.
Bij deze poort begint de antieke Via Flaminia, die nog steeds in gebruik is. Het gedeelte van deze weg binnen de Aureliaanse Muur hoort ook bij de Via Flaminia, maar heet tegenwoordig “Via del Corso”. De weg loopt van de Capitolijnse heuvel, via het Marsveld naar de Milvische Brug en vandaar verder naar Rimini. Over deze weg reisden de vele pelgrims uit Noordwest Europa naar Rome en Vaticaanstad.
paus Sixtus IV wilde een grootse entree in zijn stad voor de pelgrims en gaf opdracht een nieuwe poort te bouwen.
De poort dankt zijn naam aan de nabijgelegen kerk, Santa Maria del Popolo, op het bekende plein met dezelfde naam, Piazza del Popolo.

## Vignola, Michelangelo en Bernini
De Porta del Popolo is gebouwd is 1561 door de bekende architect Giacomo Barozzi da Vignola, waarschijnlijk naar een ontwerp van Michelangelo.
De zuilen aan de buitenzijde zijn afkomstig van de Oude Sint-Pietersbasiliek die toen net gesloopt was om plaats te maken voor de huidige basiliek.
In 1655 kwam de voormalige Zweedse koningin Christina naar Rome. Ze had zich in Brussel laten bekeren tot het katholicisme. Hierma emigreerde ze naar Rome, waar paus Alexander VII haar met grote eer ontving. Ter gelegenheid van de aankomst van de koningin zonder land liet de paus de binnenzijde van de Porta del Popola opnieuw ontwerpen door Bernini. Het familiewapen van deze paus, de zes stenen met een ster, hangt boven de poort. Hieronder hangt een plaquette met de Latijnse text "Felici Faustoque Ingressui" waarmee Christina welkom werd geheten.
In 1877 werden de twee vierkante torens van de poort gesloopt om ruimte te maken voor twee extra doorgangen. Het ontwerp van de buitenkant van de poort is toen aangepast.

## Porta Flaminia

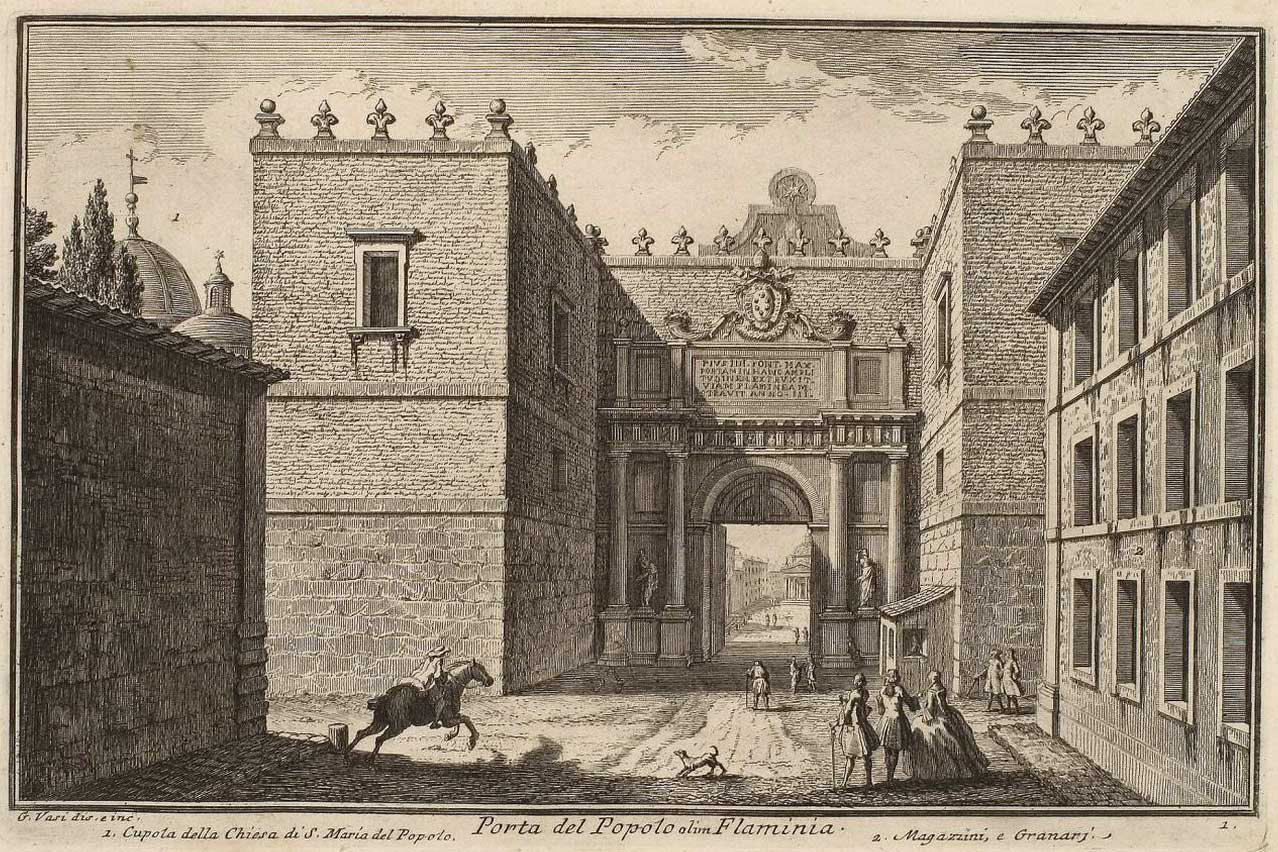
De Porta del Popolo in 1747

Op dezelfde plaats waar de huidige Porta del Popolo staat, stond vroeger de antieke Romeinse Porta Flaminia. Dit was de oorspronkelijke poort van de Aureliaanse Muur, gebouwd tussen 271 en 275. De Porta Flaminia was een van de vier hoofdpoorten in de Aureliaanse Muur en had daarom een dubbele doorgang. Deze poort werd in de 16e eeuw afgebroken in opdracht van paus Sixtus IV om plaats te maken voor de nieuwe Porta del Popolo.
Toen in 1877 de vierkante torens voor de nieuwere poort werden gesloopt, werden de resten ontdekt van de twee halfronde bakstenen torens uit de tijd van keizer Aurelianus. Waarschijnlijk zijn deze torens tijdens de grote verbeteringen die keizer Honorius aan de Aureliaanse Muur liet aanbrengen in 401, al in vierkante bastions veranderd, die later weer door Vignola zijn aangepast.